# Scandinavia's Next Top Model
Scandinavia's Next Top Model fue un reality show escandinavo, basado en el concepto original de America's Next Top Model. Fue emitido por TV3 en Dinamarca, Noruega y Suecia.
El show es similar a la versión norteamericana pero en esta versión las concursantes compiten en París en lugar de Nueva York o Los Ángeles y lo hacen por un contrato de modelaje con la agencia Marilyn y un contrato con la empresa L'Oréal.
El show presenta algunas diferencias. Como la más importante, como son tres los países involucrados, nueve mujeres de cada país compiten entre ellas de las cuales las tres mejores son enviadas al show. Una vez allí compiten nuevamente entre ellas, donde una concursante de cada país llega a la final.
Las presentadoras de cada país fueron las modelos Mini Andén (Suecia), Kathrine Sørland (Noruega), y Anne P (Dinamarca). En Suecia, Mini abandonó el show en el segundo ciclo, por lo cual Malin Persson la reemplazó. Luego de que fueron seleccionadas las concursantes de cada país, el show el show fue presentado por la modelo estadounidense Cynthia Garrett. Tyra Banks, la fundadora de la versión original, fue ofrecida a copresentar el show, pero declinó la oferta. El entrenador durante todos los episodios fue Herve Bernard y la instructora en poses fue Mariana Verkerk quien también aparece en Holland's Next Top Model, Benelux Next Top Model y Norway's Next Top Model como entrenadora de pasarela y jueza permanente. El entrenador de pasarela, es el mismo que en la versión norteamericana, Jay Alexander.
El show ha tenido tres ciclos. La ganadora de "Scandinavia's Next Top Model" a comienzos de 2005 fue Kine Lauvås Bakke de Noruega, a fines de 2005, la ganadora fue Frøydis Elvenes del mismo país, y en 2006, la ganadora fue Freja Kjellberg de Suecia. Desde ese entonces, la serie no continuó y cada país cuenta con su propia versión en la actualidad.

## Ciclos
| Ciclo | Fecha de Estreno   |                          | Ganadora                                | Finalistas |   | Otras concursantes en orden de eliminación | Número de concursantes |  | Destino Internacional |
| 1     | Febrero de 2005    | Kine Bakke               | Elina Herbeck Nanna Schultz Christensen | Stine Mangaard Hansen, Madelene Lund & Kristin Rem Trehjørningen, Maja Ekberg & Henriette Stenbeck & Cecilie Madsen | 9 | Nueva York                                 |                        |  |                       |
| 2     | Septiembre de 2005 | Frøydis Elvenes          | Anna Nørgaard Arwen Bergström           | Mikaela Källgren & Louise Falkenblad & Karin Santini, Tine Holm Riis & Kristine Øverby & Janni Juntunen             | 9 | París                                      |                        |  |                       |
| 3     | Febrero de 2006    | Freja Kjellberg Borchies | Anna Brændstrup Therese Haugsnes        | Sara Olsen & Cathrine Wenger, Florina Weisz, Sabina Karlsson & Mira Aanes Wolden & Camilla Schønberg                | 9 | Milán                                      |                        |  |                       |

- Datos: Q2056432